# Buffalo Memorial Auditorium
Buffalo Memorial Auditorium (známé také jako The Aud) byla aréna v centru města Buffalo, ve státě New York. Mezi lety 1940 a 1970 zde hráli AHL Buffalo Bisons a poté je nahradili Buffalo Sabres, kteří stále hrají NHL.
Auditorium bylo otevřeno 14. září 1940, renovováno v letech 1970 a 1990 a po skončení sezony v roce 1996 bylo zavřeno a zůstalo nevyužívané až do roku 2008, kdy začala jeho demolice.

## Historie

### Plánování a stavba
V červnu 1938 poslalo vedení města do Washingtonu žádost o dotaci na novou arénu. Washington nejprve povolil 1,2 milionu dolarů a stavba začala 30. listopadu 1939.

### Otevření
14. září 1940 se konalo slavnostní otevření arény postavené za 2,7 milionu dolarů. Původní kapacita byla 12 280 fanoušků pro hokej s dalšími dvěma až třemi tisíci místy v přízemí pro basketball a jiné události. Mezi prvními událostmi, které se v Auditoriu konaly byl autosalon a kolečkové bruslení.
V sedmi měsících od otevření navštívilo Auditorium skoro milion lidí, po roce se číslo vyšplhalo na 1,3 milionu dolarů.
V aréně se konaly také cirkusy nebo politické události. Auditorium bylo také památníkem Španělsko-americké války.

### Rozšíření a renovace
Rozšíření a renovace za 8,7 milionu dolarů přišly krátce po potvrzení faktu, že v Auditoriu začali hrát Buffalo Sabres z NHL a Buffalo Braves (nyní Los Angeles Clippers) z NBA. Střecha arény byla zvýšena a tak se udělalo místo pro nové poschodí. To zvýšilo kapacitu arény na 17 tisíc pro basketball a 15 858 pro hokej, takže NHL i NBA se zde mohly hrát. Nový, a také poslední, ukazatel skóre byl nainstalován, přidělány byly také nové schody a eskalátory. Bylo zbouráno i pár východů, na jejichž místo byly posazeny další sedačky.
V létě 1974 přibylo dalších 575 míst. Aby Sabres ve městě zůstali, starosta města James Griffin začal průběžně arénu renovovat. Vlastníci Sabres, rodina Knoxů, nakonec obdržela návrh, který by stál hodně milionů a proto se raději přiklonili k možnosti vystavět novou, multifunkční arénu. V roce 1990 tak proběhly pouze drobné úpravy, bylo přidáno pár míst pro vozíčkáře, výtahy a klimatizace, aby mohla aréna fungovat, dokud nebude nová aréna postavená.

### Zavření
Auditorium bylo zavřeno v roce 1996 a tak se Sabres a další týmy přestěhovaly pár bloků na jih do nové Marine Midland Areny. Od té doby bylo Auditorium zavřené a používalo ho pouze jedno buffalské divadlo na kresbu pozadí pro vlastní produkci. V sezoně 2001-02 byly z Auditoria přemístěno několik věcí do nové arény.
V roce 2003 se začalo rozbíjet potrubí. Město se o budovu nestaralo a navíc ho ani nesledovalo, což způsobilo vandalismus uvnitř arény a mnoho věcí bylo také ukradeno či zničeno. Hlavní části arény zůstaly s podivem neporušené. Když CBC vysílala pořad Hockey Night in Canada při příležitosti Winter Classic v roce 2008, interiér arény byl v jedné z přestávek ukázán divákům a bylo vidět, že sedačky jsou stále na svém místě, zem v přízemí je neporušená a dokonce byly poznat reklamy z posledního utkání Sabres v roce 1996 a světelná tabule nad ledem.

### Demolice

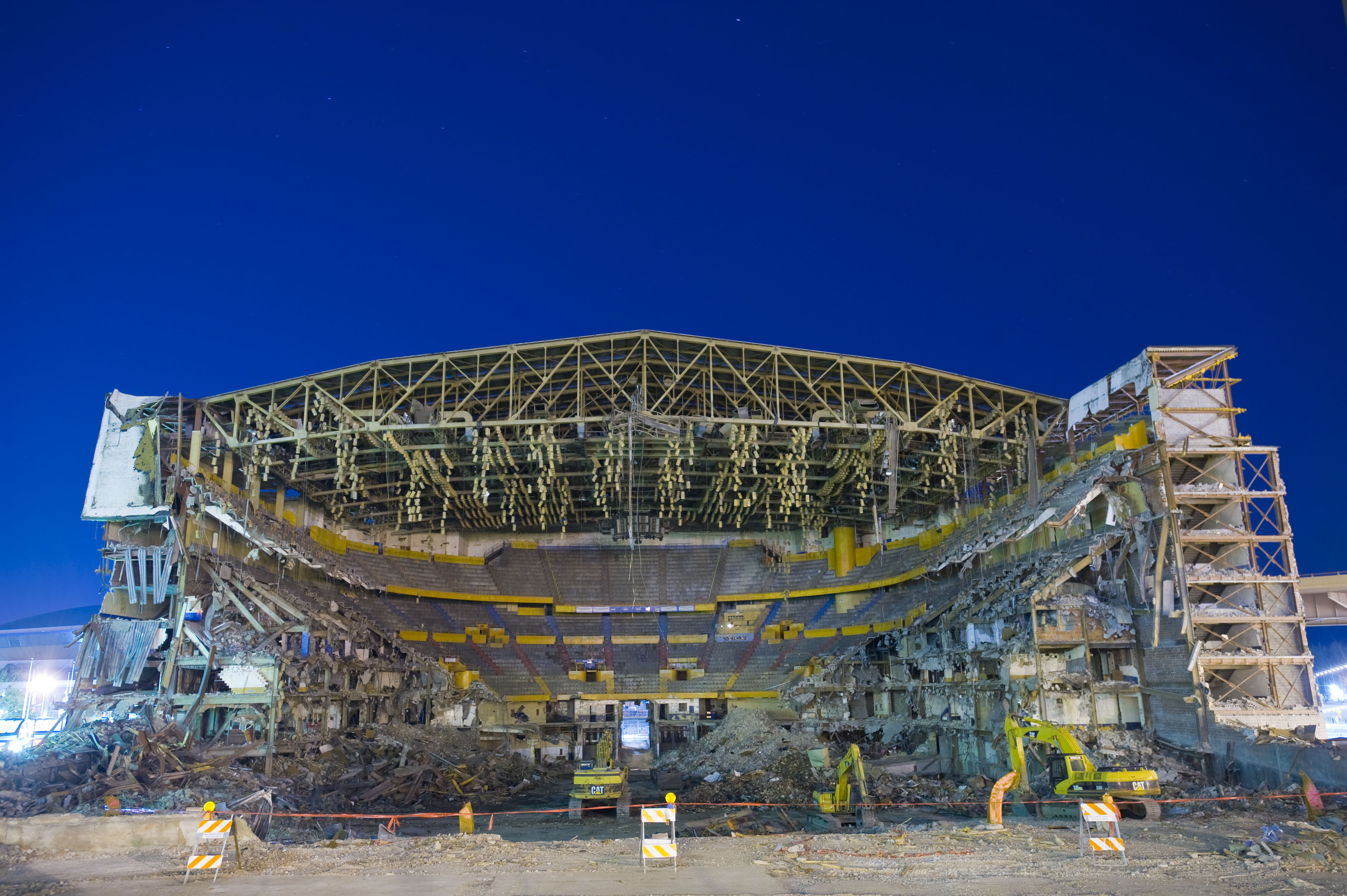
Demolice arény v dubnu 2009

V polovině prvního desetiletí jedenadvacátého století se objevily plány, že se Auditorium předělá a zrenovuje a později bude využíváno jako pobočka obchodu s potřebami na turistiku, rybaření a lov Bass Pro Shops, nicméně na konci března 2007 plánování skončilo a rozhodlo se, že Bass Pro Shops vystaví novou budovu na stejném místě poté, co bude Auditorium zbouráno. V prosinci 2007 prodalo město, doufající v urychlení demolice, arénu společnosti Erie Canal Harbor Development Corporation za jeden dolar. Všechny věci, které mohly být v budoucnosti využitelné byly prodány ještě před startem demolice. Peníze z prodeje jsou nyní určeny k postavení památníku pro Buffalo Memorial Auditorium.
Odstranění azbestových věcí a dalších věcí, které by mohly ovlivnit životní prostředí proběhlo v přípravě na demolici na konci roku 2008. Samotná demolice začala v lednu 2009. Na konci června 2009 se konal loučící ceremoniál a poslední části Auditoria byly zbourány na začátku července. Demolice stála deset milionů dolarů.

## Události

### Sporty

#### Univerzitní basketball
Než NBA a NHL dorazily do Buffala, univerzitní basketball byl nejoblíbenějším sportem, který se v Auditoriu hrál. V prosinci 1940 se zde hrál první zápas mezi Canisius College a University of Oregon.

#### Profesionální basketball
Prvním profesionálním basketballovým týmem v Auditoriu byli Buffalo Bisons hrající NBL. Ti se po třinácti zápasech v první sezoně přestěhovali do Molinu a poté hráli také v Milwaukee a St. Louis a skončili v Atlantě, kde nyní hrají NBA jako Atlanta Hawks.
Dalším týmem byli Buffalo Braves hrající NBA. Tým zde vydržel osm let a pak se přestěhoval do San Diega. Nyní jsou známí jako Los Angeles Clippers.

#### Hokej
Mezi lety 1940 a 1970 zde odehráli třicet let v AHL hráči Buffalo Bisons. Pětkrát vyhráli Calder Cup, ten poslední přišel v posledním zápase před zánikem. Bisons byli zrušeni kvůli novému týmu NHL, který se přistěhoval do města - Buffalo Sabres.
Sabres svůj první zápas odehráli 15. října 1970. V Auditoriu setrvali až do roku 1996, kdy se přestěhovali do nedaleké Marine Midland Areny. Poslední regulérní gól v aréně vstřelil Mike Peca. Hodně hráčů si arénu pochvalovalo kvůli atmosféře. Bývalý obránce a současný trenér Sabres, Lindy Ruff, řekl, že zvláštní na aréně bylo to, že všechno bylo tak blízko. Fanoušci pak byli prý vtaženi do hry a byli jako opravdová součást týmu.
V květnu 1973 zde vyhrál Calder Cup farmářský tým Sabres, Cincinnati Swords. Pár zápasů zde odehrála další bývalá farma Sabres, Rochester Americans.
V lednu 1978 se zde hrálo Utkání hvězd NHL. Dva členové legendární lajny Sabres, Francouzské spojky, Gilbert Perreault a Rick Martin hráli za Východní konferenci. Martin vyrovnal zápas minutu a 39 sekund před koncem a v prodloužení o výsledku 3:2 rozhodl Perreault.
Auditorium je také významnou částí hokejové historie. Za Edmonton Oilers zde legendární Wayne Gretzky vstřelil hattrick a překonal rekord Phila Esposita v počtu vstřelených gólů v základní části sezony.

#### Ostatní sporty
V šedesátých letech se v Auditoriu hrál také wrestling. Čtyři roky se tu hrál lakros, působily tu dva fotbalové týmy, jeden rok ho využíval i in-line hokej a tenis.

### Jiné události než sporty
V Auditoriu se často konaly koncerty. Buffalo je jedno z velkých amerických měst a tak tu k vidění byli The Rolling Stones, Elvis Presley, U2, Queen, Led Zeppelin, The Who nebo třeba Aerosmith.